# Beware of the Maniacs
Beware of the Maniacs è il primo album in studio del gruppo musicale folk rock statunitense The Dodos, pubblicato nel 2006.

## Tracce
1. Trades & Tariffs – 5:01
2. Neighbors – 4:16
3. Men – 3:59
4. Horny Hippies – 2:59
5. Beards – 3:24
6. The Ball – 5:38
7. Chickens – 3:04
8. Bob – 3:44
9. Elves – 3:58
10. Nerds – 5:40
11. Lily – 4:07

## Formazione
- Meric Long – voce, chitarra, tastiere
- Logan Kroeber – batteria, percussioni